# エミル・コスタディノフ
エミル・コスタディノフ（Емил Костадинов、Emil Kostadinov、1967年8月12日 -）は、ブルガリアの元サッカー選手。ポジションはMF（攻撃的MF）、FW。

## 経歴
コスタディノフは1985年にCSKAソフィア選手経歴を始めると、1980年代後半にはフリスト・ストイチコフやリュボスラフ・ペネフらと共に、ブルガリアリーグ優勝3回、ブルガリアカップ優勝3回、1988-89シーズンのUEFAカップウィナーズカップ準決勝進出に貢献した。1990年にポルトガルのFCポルトへ移籍すると、2度のリーグ優勝（1992年、1993年）に貢献した。1994年にはスペインのデポルティボ・ラ・コルーニャでプレーした。
1995年にはドイツのバイエルン・ミュンヘンへレンタル移籍、UEFAカップ1995-96優勝に貢献した。しかしフランツ・ベッケンバウアー会長は、「代表では活躍しているが、チームでは実力を25パーセントしか発揮していないと。」嘆き、レンタル期限は延長されなかった。UEFAカップ1995-96決勝、第2戦では先発起用されると、1得点を挙げて優勝に貢献した。
ブルガリア代表としては1988年12月24日に行われたUAE代表戦でデビューを飾り、この試合で初得点を決めた。FIFAワールドカップ・アメリカ大会予選では、1993年11月13日にフランス・パリのパルク・デ・プランスで行われた最終戦のフランス代表戦において、37分にクラシミール・バラコフのコーナーキックから同点となるヘディングシュートを決め、試合終了間際の89分にはリュボスラフ・ペネフのパスから決勝点を決め本大会出場に導いた（パリの悲劇）。
翌1994年の本大会においても7試合にフル出場し、同国の過去最高の成績となる4位に貢献。1996年のUEFA EURO '96や1998年のFIFAワールドカップ・フランス大会にも出場し、1998年6月24日に行われたワールドカップグループリーグ最終戦、スペイン代表戦（試合は1-6でブルガリアの敗退）が代表として最後の試合と得点となった。代表での通算成績は国際Aマッチ70試合出場27得点。
ワールドカップ終了から1年後の1999年、1.FSVマインツ05に在籍したのを最後に現役を引退した。引退後は2000年から2001年、2006年から2009年にかけて古巣のCSKAソフィアでテクニカルディレクターを務めた。

## 代表歴

### 出場大会
- ブルガリア代表
  - 1994 FIFAワールドカップ (ベスト4)
  - 1998 FIFAワールドカップ (グループリーグ敗退)

### 試合数
- 国際Aマッチ 70試合 27得点（1988年-1998年）[6]

| ブルガリア代表 | 国際Aマッチ | 国際Aマッチ |
| 年             | 出場        | 得点        |
| -------------- | ----------- | ----------- |
| 1988           | 1           | 1           |
| 1989           | 7           | 1           |
| 1990           | 4           | 1           |
| 1991           | 6           | 3           |
| 1992           | 7           | 3           |
| 1993           | 5           | 2           |
| 1994           | 12          | 4           |
| 1995           | 6           | 3           |
| 1996           | 11          | 4           |
| 1997           | 6           | 4           |
| 1998           | 5           | 1           |
| 通算           | 70          | 27          |

## 個人タイトル
- ブルガリア年間最優秀選手賞 1回（1993年）